# Lung"ëgan
Il Lung"ëgan (in russo Ай-Лунгъёган?) è un fiume della Russia siberiana occidentale, affluente di sinistra del fiume Kolek"ëgan. Scorre nel bassopiano della Siberia occidentale, all'interno del Nižnevartovskij rajon del Circondario autonomo degli Chanty-Mansi-Jugra.
Il fiume, che ha origine in una zona paludosa ricca di laghi, scorre mediamente in direzione sud-occidentale; incontra il Kolek"ëgan a 185 km dalla sua foce. La lunghezza del fiume è di 194 km. L'area del suo bacino è di 2 170 km².